# Bernie Hamilton
Bernie Hamilton (Los Ángeles; 12 de junio de 1928 - ib.; 30 de diciembre de 2008) fue un actor estadounidense.

## Biografía
Hermano del baterista Chico Hamilton, siendo muy joven abandona el hogar familiar. Debuta en el cine en 1950, con la película The Jackie Robinson Story, de Alfred E. Green. Tras esa experiencia, Mark Robson lo selecciona para su obra Nuevo amanecer (1951).
En 1953 debuta en televisión, apareciendo esporádicamente en las series Ramar of the Jungle y Jungle Jim. 
En 1960 protagoniza la película La joven (1960), de Luis Buñuel, a la que seguirían El diablo a las cuatro (1961), de Mervyn LeRoy, junto a Spencer Tracy y Frank Sinatra, Víctima de la Ley (1964) de Larry Peerce, y Synanon (1965), de Richard Quine.
Paralelamente, mantuvo una carrera televisiva constante, con apariciones esporádicas en series como La hora de Alfred Hitchcock, El Virginiano o Ironside, todas ellas en la década de 1960. El apogeo de su popularidad llegó entre 1975 y 1979 cuando interpretó al Capitán Dobby en la popular serie policíaca Starsky & Hutch.